# Synema suteri
Synema suteri là một loài nhện trong họ Thomisidae.
Loài này thuộc chi Synema. Synema suteri được Maria Dahl miêu tả năm 1907.